# Visions fugitives
„Viziuni fugitive”, op. 22, reprezintă o serie de lucrări scurte pentru pian, scrise de compozitorul rus Serghei Prokofiev (1891-1953), între anii 1915 și 1917. Premiera lor a avut loc pe 15 aprilie 1918, la Petrograd, în Uniunea Sovietică, premieră în care piesele au fost interpretate de însuși compozitorul. În august 1917, Prokofiev a cântat aceste mici lucrări pentru poetul rus Konstantin Balmont, dar și persoanele aflate în public, la casa unui prieten comun lor. Inspirat de ceea ce a auzit, Balmont s-a apucat imediat de scris un sonet pe baza lucrării muzicale, descriind-o ca fiind „o improvizație magnifică” de Prokofiev, care, plecând de la versurile lui Balmont – În fiecare viziune trecătoare văd cuvinte/Pline de jocul colorat al curcubeelor –, își numise lucrarea Mimolyotnosti. Kira Nikolayevna, o prietenă a casei, vorbitoare de limbă franceză, a făcut imediat o traducere a titlului: Visions fugitives, titlu care va rămâne neschimbat.
Piesele conțin armonii disonante, fiind o muzică similară cu cea compusă de contemporanii lui Prokofiev, Schoenberg și Scriabin, deși păstrează în continuare concepte extrem de originale în spectrul tonalității și a ritmului. Piesele sunt creații muzicale capricioase și, cu toate că exploatează disonanța, sunt plăcute urechii, cu o sonoritate luminoasă, sugerând parcă faptul că Prokofiev și-a dorit să arate o parte mai jucăușă a personalității sale imaginative. Efectul general se regăsește în stilul impresionist, muzică asemănătoare cu cea a lui Debussy, multe dintre pese fiind similare cu privire la stil și sonoritate. Datorită stilului aproape uniform al piesei, interpreții trebuie să aibă multă răbdare și să fie dispuși pentru a lucra la tehnica relativ dificilă și, de altfel, necesară pentru a surprinde esența lucrării.
Datorită faptului că piesele individuale sunt atât de scurte (durează aproximativ unul sau două minute), majoritatea interpreților includ în programul lor un grup de piese. O interpretare integrală a lucrării durează între 18 și 20 de minute, dar datorită tempoului lent și a caracterului expresiv, se întâmplă ca fiecare interpret să opteze pentru un tempo diferit de cel indicat (relaționat, bineînțeles, la dimensiunile scurte ale pieselor). 

## Lista mișcărilor după denumire (tempo)
- 1. Lentamente

Piesa începe ezitant, într-o nuanță de piano, sugerând parcă o persoană care s-ar fi rătăcit. Acordurile bânde, plutitoare, sunt ca niște pete de soare ce strălucesc printr-un baldachin de frunze deasupra capului, mereu schimbătoare în vânt; acestea trebuie cântate cu delicatețe, dar și claritate în același timp. Cu toate acestea, ca și petele de lumină, această piesă durează doar pentru un moment, interpretarea având rareori mai mult de un minut și 40 de secunde.
- 2. Andante

Ca și prima piesă, și cea de-a doua este liniștită, cu un caracter ezitant. Totuși, spre deosebire de prima, introducerea deschide rapid drumul unor pasaje disonante de scară în registrul acut, cu o mișcare pendulară în bas. Acest fragment durează aproximativ două minute și 45 de secunde.
- 3. Allegretto

Această piesă începe cu o secțiune bazată pe o scară sonoră ce ascende încet, care trece într-o secțiune de interacțiune jucăușă între cele două mâini, terminându-se oarecum abrupt, după câteva acorduri strălucitoare.
- 4. Animato

Această mișcare este în mod clar mult mai vioaie decât precedentele. Lucrarea se cântă în tehnică detașată sau staccato în pasajele acordice, iar pentru pasajele de scări melodice se adoptă o tehnică lejeră. După entuziasmul inițial, muzica devine mai calmă, apărând o melodie lentă în bas, iar muzica se va termina în acest cadru liniștit. Fragmentul durează puțin peste un minut.
- 5. Molto giocoso

Fiind cea mai scurtă piesă din întreaga lucrare, acest fragment de 30 de secunde este uniform și ușor jucăuș, lăsând impresia că Prokofiev l-a gândit ca un joc muzical.
- 6. Con eleganza

Piesa are un caracter dansant, cu o melodie delicată, care „înflorește” rapid și dispare. O altă piesă scurtă, durând aproximativ 40 de secunde.
- 7. Pittoresco (Arpa)

Piesa aceasta începe cu un acompaniament narativ în bas, fiind parcă o reminiscență a faimosului început din Concertul nr. 2 pentru pian al autorului. Mâna dreaptă introduce o melodie de fantezie, plutitoare, strălucitoare, ce pare să se dezvolte fără a atinge un climax. Aproape de finalul piesei apar brusc acorduri întunecate în bas, iar muzica pare să se stingă încet. Durata acestei piese este de aproximativ două minute.
- 8. Comodo

Această piesă are una dintre cele mai tradiționale (consonante) melodii din întreaga lucrare. Este în general o muzică „solidă” (în opoziție cu luminozitatea celor precedente), sugerând parcă norii unei zi calde de primăvară sau o amintire fericită din copilărie. Durata piesei este de un minut și patruzeci de secunde.
- 9. Allegro tranquillo

O melodie ascendentă la mâna dreaptă se pierde într-o goană a mâinii stângi, ce devine noua melodie, întorcându-se însă din nou la melodia luminoasă inițială. Acompaniamentul basului este, în acest caz, destinat pentru a fi cântat mai evidențiat decât de obicei, întrucât completează oarecum linia melodică aflată în registrul acut, având astfel nevoie de susținere. Spre finalul piesei, care durează de obicei două minute, apar câteva sonorități care sugerează clopote.
- 10. Ridicolosamente

Mâna stângă cântă un motiv simplu repetitiv, în timp ce la mâna dreaptă începe o melodie grațioasă disonantă, într-un registru mai grav. Mișcarea, după cum sugerează și titlul, este foarte voiasă și comică, durând de obicei aproximativ un minut și 15 secunde.
- 11. Con vivacità

Această mișcare a lucrării constă aproape exclusiv în fragmente de scări ascendente și descendente, cu sunete apogiate, combinate cu disonanțe punctate și accentuate. Piesa are, de asemenea, o scurtă secțiune mediană în legato, în tonalitatea si bemol minor. În total, interpretarea durează un minut.
- 12. Assai moderato

Această piesă are, în mod evident, un caracter mai greoi și depresiv decât predecentele, atmosfera redată de caracterul piesei sugerând sentimentul straniu că ceva nu se petrece așa cum ar trebui. Mișcarea durează aproximativ un minut și 20 de secunde.
- 13. Allegretto

La o primă audiție, piesa pare să se reîntoarcă la atmosfera din prima mișcare a lucrării. În continuare se dezvoltă rapid doar că această expansiune este limitată, muzica revenind la prima secțiune, sub forma ABA. Această piesă durează 45 de secunde.
- 14. Feroce

Această piesă este complet distinctă de toate celelalte, fiind bazată pe disonanță și având un caracter de marș. Notele sincopate din bas sunt caracteristice acestei mișcări ce durează mai puțin de un minut. 
- 15. Inquieto

Basul repetitiv al acestei mișcări sugerează imediat o stare de neliniște, până în momentul apariției unei melodii acordice în staccato ce crește gradual, după care piesa se încheie. Fragmentul durează mai puțin de un minut.
- 16. Dolente

Această piesă se distinge de celelate, având o factură polifonă. Materialul sonor cântat de cele două mâini se dezvoltă separat și spre exterior (de exemplu, mâna dreaptă cântă în registrul acut, iar stânga în registrul grav). Și această mișcare durează mai puțin de un minut.
- 17. Poetico

Melodia interpretată de mâna stângă este acompaniată de mâna dreaptă (lucru puțin neobișnuit, acompaniamentul regăsindu-se de obicei la mâna stângă). Muzica evoluează spre registrul acut al claviaturii, unde ambele mâini participă într-un schimb de acorduri cristaline. Piesa durează 50 de secunde.
- 18. Con una dolce lentezza

Din nou, muzica se reîntoarce la caracterul ezitant, având, totuși, o sonoritate mai plină. Interpretarea durează 40 de secunde.
- 19. Presto agitatissimo e molto accentuato

După cum sugerează și titlul, acest fragment este plin de forță, cu multiple dezvoltări în bas. Mișcarea se încheie brusc, cu linia basului cântată de ambele mâini. Fragmentul durează 45 de secunde.
- 20. Lento irrealmente

Ultimul fragment pare să sugerează o continuă căutare și are o melodie ușor exotică, ce include câteva pasaje de scară care, după cum s-a întâmplat și în restul fragmentelor, tind să se dezvolte și să evolueze spre registrul acut înainte de a reveni în registrul grav pentru o dezvoltare a basului. Interpretarea durează două minute.